# The Ward
The Ward är en amerikansk psykologisk skräckfilm från 2010 i regi av John Carpenter.

## Handling
Året är 1966 och en ung tjej vid namn Kristen läggs in på ett mentalsjukhus efter att ha bränt ner ett hus. Där träffar hon fyra andra tjejer: Iris, Sarah, Zoey och Emily. Snart börjar en zombie eller ett spöke komma och terrorisera dem och de fyra tjejerna försvinner en efter en och Kristen undersöker vad som egentligen händer, och vad som har hänt.

## Rollista (urval)
- Amber Heard - Kristen
- Mamie Gummer - Emily
- Danielle Panabaker - Sarah
- Lyndsy Fonseca - Iris
- Laura-Leigh - Zoey
- Mika Boorem - Alice
- Jared Harris - Dr.Stringer